# 勒萬納山
45°24′37″N 07°10′19″E / 45.41028°N 7.17194°E

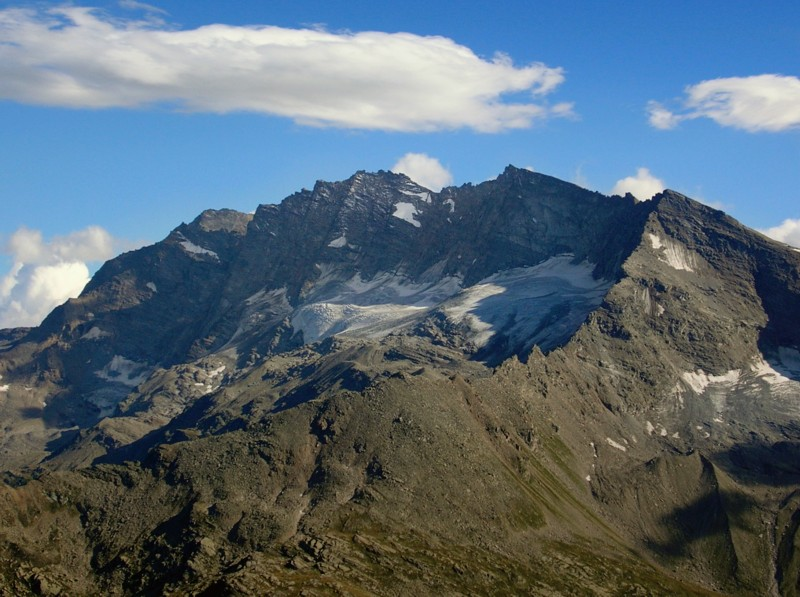

勒萬納山（法語：Levanna），是西歐的山峰，位於法國和意大利接壤的邊境，屬於格拉耶山的一部分，海拔高度3,619米，每年平均降雨量1,287毫米，人類在1875年8月17日首次登頂。